# Sulanki
Sulanki – nieistniejąca od lat 70 XX. wieku miejscowość, położona nad Kanałem Warta-Gopło. Jej tereny obecnie mieszczą się w granicach dzielnicy Maliniec miasta Konin.

## Historia
Wieś od XV była własnością szlachecką. W 1579 roku po łanie folwarcznym posiadali Andrzej Roguski oraz Sebastian Suliński, który płacił także podatki od dwóch zagrodników bez roli. W 1618 roku podatek w wysokości 30 groszy pobierano od jednego łanu. W 1788 roku podymne płaciło 6 domów zamieszkanych na stałe. Wieś należała do parafii Morzysław.
W 1966 roku w sąsiedniej wsi Maliniec została uruchomiona Huta Aluminium Konin. Ze względu na ryzyko zachorowań na nowotwór z powodu emitowanego przez zakład jodu, w latach 70. mieszkańcy Sulanek zostali wysiedleni, a zabudowania zburzone. W dotychczasowym miejscu istnienia wsi posadzono las.
Od 1976 roku tereny nieistniejącej wsi należą do Konina i umiejscowione są na terenie dzielnicy Maliniec, przez którą przebiega ulica Sulańska, której nazwa upamiętnia istnienie miejscowości.

## Turystyka
Na terenach dawnej wsi znajdują się dwie skalne atrakcje turystyczne: Preolbrzym Sulański oraz Olbrzym Anielewski. 